# Joué-Étiau
Joué-Étiau est une ancienne commune française située dans le département de Maine-et-Loire en région Pays de la Loire, qui a existé de la fin du XVIIIe siècle jusqu'au 31 décembre 1973. Au 1er janvier 1974, elle a fusionné avec Gonnord pour devenir Valanjou.

## Toponymie
Formes anciennes du nom de Joué-Étiau : Joué et Étiau en 1793, pour devenir ensuite Joué-Étiau à leur fusion, Joué-Étiau en 1801,,.

## Histoire
En 1974, la commune a fusionné avec celle de Gonnord pour former la nouvelle commune de Valanjou.

## Administration
| Période                                  | Période | Identité                                     | Étiquette | Qualité                                             |
| ---------------------------------------- | ------- | -------------------------------------------- | --------- | --------------------------------------------------- |
| An VIII                                  |         | Pirard                                       |           |                                                     |
| An XII                                   |         | Blanchard                                    |           |                                                     |
| 1808                                     |         | Pierre Lizée                                 |           |                                                     |
| 1813                                     |         | Antoine-François de La Sayette (1762 - 1830) |           | seigneur de La Sayette                              |
| 7 avril 1815                             |         | Stanislas-Joseph Beaurepaire (1777-1855)     |           |                                                     |
| 12 juillet 1815                          |         | Antoine-François de La Sayette (1762 - 1830) |           |                                                     |
| 1830                                     |         | Stanislas-Joseph Beaurepaire (1777-1855)     |           |                                                     |
| 1855                                     |         | Mathurin Cholet                              |           |                                                     |
| 1870                                     |         | de La Sayette                                |           |                                                     |
| 1874                                     |         | Sébastien Rompillon                          |           |                                                     |
| 1881                                     |         | Raoul de La Sayette                          |           |                                                     |
| 1888                                     |         | René Leroy                                   |           |                                                     |
| 1908                                     |         | Joseph Martineau                             |           |                                                     |
| 1919                                     |         | Alphonse Leroi-Bedouin                       |           |                                                     |
| 1935                                     |         | Pierre Neau                                  |           |                                                     |
| 1965                                     |         | Alphonse Leroi                               |           | Officier de la Légion d’honneur                     |
| 1971                                     | 1973    | Philippe Cesbron-Lavau                       |           | Chef d'entreprise ; Ancien militaire Démissionnaire |
| Les données manquantes sont à compléter. |         |                                              |           |                                                     |

## Démographie
| 1793  | 1800  | 1806 | 1821  | 1831  | 1836  | 1841  | 1846  |
| ----- | ----- | ---- | ----- | ----- | ----- | ----- | ----- |
| 1 145 | 1 147 | 722  | 1 013 | 1 062 | 1 066 | 1 100 | 1 165 |

| 1851  | 1856  | 1861  | 1866  | 1872  | 1876  | 1881  | 1886  |
| ----- | ----- | ----- | ----- | ----- | ----- | ----- | ----- |
| 1 177 | 1 229 | 1 171 | 1 114 | 1 046 | 1 038 | 1 021 | 1 004 |

| 1891 | 1896 | 1901 | 1906 | 1911 | 1921 | 1926 | 1931 |
| ---- | ---- | ---- | ---- | ---- | ---- | ---- | ---- |
| 964  | 919  | 883  | 830  | 830  | 816  | 832  | 788  |

| 1936 | 1946 | 1954 | 1962 | 1968 | 1973 | - | - |
| ---- | ---- | ---- | ---- | ---- | ---- | - | - |
| 797  | 727  | 745  | 734  | 772  | -    | - | - |